# عبد الرحيم هاتف
عبد الرحيم هاتف (بالبشتوية: عبدالرحیم هاتف )‏ (و. 1926 – 2013 م) هو سياسي من أفغانستان، ولد في قندهار، توفي في ألفن آن دن راين، عن عمر يناهز 87 عاماً.

## مناصب
تولى منصب رئيس أفغانستان (16 أبريل 1992–28 أبريل 1992).
| المناصب السياسية | المناصب السياسية                             | المناصب السياسية |
| ---------------- | -------------------------------------------- | ---------------- |
| سبقه             | رئيس أفغانستان 16 أبريل 1992 - 28 أبريل 1992 | تبعه             |